# Martina Di Giuseppe
Martina Di Giuseppe (ur. 10 lutego 1991 w Rzymie) – włoska tenisistka.

## Kariera tenisowa
W przeciągu kariery wygrała siedem turniejów singlowych i sześć deblowych rangi ITF. 22 lipca 2019 zajmowała najwyższe miejsce w rankingu singlowym WTA Tour – 149. pozycję, natomiast 22 lipca 2019 osiągnęła najwyższą lokatę w deblu – 338. miejsce.

## Wygrane turnieje rangi ITF
| turnieje z pulą nagród 100 000 $ |
| turnieje z pulą nagród 80 000 $  |
| turnieje z pulą nagród 60 000 $  |
| turnieje z pulą nagród 25 000 $  |
| turnieje z pulą nagród 15 000 $  |
| turnieje z pulą nagród 10 000 $  |

### Gra pojedyncza
|    | Data       | Turniej   | Kat. | ($)    | Naw.   | Finalistka         | Wynik         |
| 1. | 16/05/2009 | Caserta   | ITF  | 10 000 | ziemna | Martina Gledacheva | 7:6(7), 6:1   |
| 2. | 15/11/2009 | Majorka   | ITF  | 10 000 | ziemna | Laura Pous Tió     | 6:3, 6:3      |
| 3. | 21/02/2016 | Palmanova | ITF  | 10 000 | ziemna | Melanie Stokke     | 7:6(5), 6:2   |
| 4. | 27/03/2016 | Hawr      | ITF  | 10 000 | ziemna | Sofie Oyen         | 6:3, 6:0      |
| 5. | 02/07/2017 | Lund      | ITF  | 25 000 | ziemna | Agnes Bukta        | 6:4, 2:6, 6:2 |
| 6. | 12/05/2018 | Rzym      | ITF  | 25 000 | ziemna | Fanny Stollár      | 7:5, 7:6(4)   |
| 7. | 14/10/2018 | Pula      | ITF  | 25 000 | ziemna | Gabriela Cé        | 6:4, 6:3      |